# Episodi di The Scooby-Doo Show (seconda stagione)
Lista degli episodi della seconda stagione di The Scooby-Doo Show.
| n. | Titolo italiano                               | Titolo originale                       | Prima TV originale |
| 1  | Scooby-Doo e la maledizione del vichingo      | The Curse of Viking Lake               | 10 settembre 1977  |
| 2  | Scooby-Doo contro vampiri e pipistrelli       | Vampire Bats and Scaredy Cats          | 17 settembre 1977  |
| 3  | Scooby-Doo pensaci tu                         | Hang in There, Scooby-Doo              | 25 settembre 1977  |
| 4  | Scooby-Doo e il film thriller                 | The Chiller Diller Movie Thriller      | 1º ottobre 1977    |
| 5  | Scooby-Doo e il fantasma del Gran Prix        | The Spooky Case of the Grand Prix Race | 8 novembre 1977    |
| 6  | Scooby-Doo e la strega di Ozark               | The Ozark Witch Switch                 | 15 ottobre 1977    |
| 7  | Il mostro sul raggio di luna                  | Creepy Cruise                          | 22 ottobre 1977    |
| 8  | Scooby-Doo e l'orribile creatura degli abissi | The Creepy Heap from the Deep          | 29 ottobre 1977    |

## Scooby-Doo e la maledizione del vichingo
La banda si dirige verso lo zio di Velma, John, a Viking Lake, che li ha invitati a pescare. Quando arrivano alla sua cabina, la trovano deserta, anche se il camino e tutte le luci sono accesi. Daphne individua quindi il diario di zio John, dove trovano la sua ultima annotazione, affermando che qualcosa di misterioso sta accadendo a Viking Lake, coinvolgendo una nave vichinga spettrale. Trovano anche una pagina con rune vichinghe su di essa. Dopo che Scooby vede un vichingo spettrale, la banda si divide, con Fred, Velma e Daphne che seguono una serie di impronte nel bosco e Scooby e Shaggy che cercano lungo il lago. Mentre cercano, Shaggy e Scooby individuano la nave fantasma e si ritirano. La banda si riunisce e si recano in città, dove informano lo sceriffo degli strani avvistamenti, insieme alla scomparsa dello zio John. Lo sceriffo aggiunge che anche due giovani geologi sono scomparsi durante le ricerche sul lago vichingo. La banda decide di andare al museo per decifrare le rune che lo zio John ha disegnato sul diario. Il curatore del museo, il signor Hansen, dice alla banda che le rune si traducono in una maledizione malvagia che è stata scatenata quando i cimiteri vichinghi sono stati disturbati. La banda ritorna per perquisire il lago, dove Fred, Velma e Daphne scoprono una grotta con un enorme dipinto di un vichingo. Dopo essere stati inseguiti da uno dei vichinghi, rimangono intrappolati in una stanza nascosta, solo per essere salvati da Shaggy e Scooby. La banda individua un ascensore segreto, dove li porta in una caverna sotterranea.
Individuano i vichinghi che caricano macchinari dalla nave e su un sistema di carrelli ferroviari. La banda scopre le turbine a vapore per produrre energia, ma non sono sicuro di cosa. Individuano quindi lo zio John intrappolato in una gabbia che pende dal soffitto. Dopo averlo salvato con un veicolo volante creato da Scooby, ne segue un inseguimento e lo zio John lascia la polizia. La banda intrappola i vichinghi, rivelando che sono il signor Hansen e i due presunti geologi scomparsi. I geologi avevano scoperto l'uranio sulla riva del lago e hanno ideato uno schema (insieme al curatore del museo) per spaventare tutti gli ospiti. Hanno usato il vapore naturale proveniente dalle grotte per poter far funzionare i loro macchinari. Lo zio John li ha catturati, motivo per cui lo hanno rapito.
- Mostri: Fantasmi Vichinghi/Signor Hansen e due geologi

## Scooby-Doo contro vampiri e pipistrelli
La banda, insieme a Scooby Dum, si dirige a Great Skull Island per incontrare l'amica di Daphne, Lisa, che sta per ereditare l'hotel della sua famiglia. Prima che arrivino, Velma nota che si dice che Great Skull Island sia la casa dei vampiri. Non appena arrivano, il capitano del traghetto chiede loro di portare un pacco in hotel per uno degli ospiti. Mentre Shaggy e Fred la portano, la lasciano cadere, rivelando che il pacco è una bara. Scooby Dum la apre e un pipistrello vola fuori.
Una volta arrivati in hotel, i ragazzi consegnano la bara al signor Vanaugh, che ne aveva bisogno per una convention di becchini. Incontrano Lisa e suo zio, Leon, e decidono di presentarsi per la notte. Mentre dormono, Daphne si sveglia e vede un vampiro in piedi davanti al suo letto. Chiede aiuto e tutti arrivano facendo fuggire il vampiro. Cominciano a cercare indizi, quando Scooby Dum scopre un condotto di ventilazione, spiegando come il vampiro è entrato nella stanza. Shaggy, Scooby e Dum strisciano dentro per cercare, mentre Fred, Velma e Daphne raccontano a Lisa cosa sta succedendo. Quindi il telefono squilla e Daphne risponde, sentendo solo un campanello acuto. Nel frattempo, Shaggy, Scooby e Dum perquisiscono la stanza, quindi il vampiro appare e inizia a inseguirli.
Dopo essere fuggito, la banda si riunisce e scopre un fischietto per cani sul pavimento, un indizio. Quindi arriva lo zio Leon e rivela a Lisa che suo nonno era in realtà un vampiro, determinato a trasformarla in uno. La banda inizia a dividersi e a cercare indizi. Shaggy, Scooby e Dum restano a guardia di Lisa, che risponde al telefono, sente il campanello acuto e si trasforma in un vampiro. Comincia a inseguirli insieme al vampiro, che Shaggy ha ora soprannominato "Gramp Il Vampiro" e Velma colpisce la faccia di Lisa alcune volte. Questo fa svegliare Lisa e non ricorda cosa è successo dopo il suono della campana.
Quindi escogitano uno schema per intrappolare Gramp Il Vampiro. Ci riescono (ma non nel modo previsto) e il vampiro si rivela essere zio Leon. Il suo motivo era di allontanare l'eredità dell'hotel da Lisa. Ha inventato la storia del nonno di Lisa, essendo un vampiro, e in qualche modo, inconsapevolmente, l'ha ipnotizzata, con la campana che è un grilletto post-ipnotico che le faceva pensare di essere un vampiro. In questo modo, sarebbe stata messa in un istituto psichiatrico e l'hotel gli sarebbe stato dato. Il documento trovato dalla banda era un ordine di zio Leon a "Exo", il negozio di animali esotico locale sulla terraferma, per 6 "desmo", pipistrelli vampiri (il cui nome di famiglia latino è Desmodontidae). Usò il fischio silenzioso per chiamare i pipistrelli.
Il giorno dopo, Lisa vuole premiare la banda per averla aiutata e Shaggy prova umilmente a rifiutare, dato che Lisa è loro amica. Ma Shaggy e Scooby si presentano rapidamente quando si scopre che la ricompensa è una grande quantità di hamburger. Scooby si comporta quindi come se fosse stato ipnotizzato e lo divora tutto, senza lasciarne nessuno per il povero Shaggy.
- Mostro: Gramp Il Vampiro/Leon Vanaugh

## Scooby-Doo pensaci tu
La banda si dirige verso i canyon nel sud-ovest per una competizione di deltaplano in cui Fred gareggerà. Arrivano al ranch dove vedono una strana creatura simile a uno pterodattilo volare dritto verso di loro. Vola nei canyon e la banda incontra il direttore del ranch, il signor Bohannon. Racconta loro che milioni di anni prima, il canyon ospitava molti dinosauri e pterodattili, alcuni dei quali si sono evoluti in creature simili all'uomo. Il giorno successivo, la competizione sta per iniziare, quando Scooby viene catturato in uno dei deltaplani e vola in una grotta sul lato della scogliera. Inoltre, La squadra The Goom di Madrazo ruba il furgoncino Mystery Machine e si dirige ai tre di tornare a casa, mentre il resto della banda segue e scopre Scooby nascosto dietro un muro vuoto.
Decidono di cercare indizi nella grotta, dove trovano impronte che conducono in due direzioni diverse. Dopo essersi separati, Shaggy e Scooby vengono inseguiti dal fantasma pterodattilo, Mentre la squadra The Goom di Madrazo furono arrestati dalla Polizia e il suo furgoncino Mystery Machine. Nel frattempo, Fred e le ragazze ascoltano musica strana all'interno della caverna e trovano una cassetta per terra. Dopo aver lasciato la caverna, la banda ritorna al ranch per cercare indizi lì. Si dirigono nello scantinato e decidono di seguire il signor Morbley, il tuttofare. Lo osservano mentre brucia un mucchio di carte e decidono di capire cosa sono. Decidono che il ranch non ha indizi e devono tornare alle grotte. Lo pterodattilo è implacabile e continua a inseguire la banda in un'altra grotta. Lì, la banda scopre uno studio di registrazione.
Tornano alla grotta originale, dove scoprono le tracce di pneumatici che vi conducono. La banda vede quindi lo Pterodattilo Spettrale alla guida di un'auto, piena di dischi e nastri musicali. La banda decide di intrappolare il fantasma dopo aver risolto gran parte del mistero. Dopo averlo intrappolato, viene rivelato che lo pterodattilo è un uomo di nome Johnny, il cui motivo era quello di piratare i record di successo. Arriva il signor Bohannon e la banda espone la sua parte nel programma di pirateria. Uno dei documenti bruciati dal signor Morbley era un ordine del signor Bohannon che acquistava i materiali piratati. Non solo, ha anche inventato lo schema pterodattilo per spaventare gli curiosi. Bohannon ha negato l'accusa e ha cercato di fuggire, solo per farsi tirare una zattera in testa da Scooby e Shaggy. Anche con la sua cattura, Scooby fu lasciato a dire il suo tormentone in trionfo.
- Mostro: Pterodattilo Spettrale/Johnny

## Scooby-Doo e il film thriller
Scooby Dee, cugina di Scooby, è un'attrice e Scooby, la banda, e Scooby Dum, sono sul set del suo nuovo film, che è un remake del film, "Il Fantasma di Dixie", nel quale ha recitato da tempo l'ormai deceduto Milo Booth, che interpretava il Fantasma nel film.
Dopo aver girato una scena, Scooby Dee ritorna nel suo camerino dove scopre una nota minacciosa, apparentemente, dal fantasma di Milo Booth, che avverte Scooby Dee di lasciare il film o sarà l'ultimo, e che non avrà il suo miglior film rifatto.
Quella notte, mentre è previsto che Scooby Dee prenda un treno per tornare sulla costa occidentale, viene messa sotto sorveglianza 24 ore su 24 dagli ordini del signor Mogul, il produttore del film. Rod Kennedy, coach di recitazione di Scooby Dee, e Jim Moss, capo dello studio di sicurezza, sono posti sotto la sorveglianza di Scooby Dee e la banda accetta di salire a bordo del treno e di aiutare a risolvere il mistero del fantasma.
Sul treno, Scooby Dee riceve la sua auto privata e la banda vede due uomini caricare una bara sul treno. Più tardi della notte, il Fantasma, che è stato nella bara, si alza e inizia a vagare intorno al treno. Scooby, Shaggy e Scooby Dum vanno in cucina a prendere del cibo e incontrano il Fantasma di Milo Booth. Tornano indietro per dirlo alla banda e la banda invia Scooby Dee alla sua auto privata per tenerla al sicuro, e decide di cercare il fantasma in treno.
Velma, Scooby e Shaggy vanno a controllare l'auto del bagaglio e scoprono il conduttore, che è stato attaccato dal Fantasma e gettato nella bara. Cercano indizi e Velma trova fango sul pavimento e dentro la bara, e tornano indietro per dirlo agli altri. Di ritorno nell'auto privata di Scooby Dee, mentre Velma e Fred consolano Scooby Dee, il Fantasma irrompe, inseguendo Scooby Dee, proprio mentre Scooby, Shaggy e Velma arrivano e spengono le luci. Dopo un momento di caos, le luci si riaccendono, il Fantasma è sparito.
La banda organizza un piano, mascherando Scooby Doo come Scooby Dee e usandolo come esca. Ma il piano fallisce e Scooby Dee finisce per scomparire. Mentre tutti cercano Scooby Dee e il Fantasma, nel frattempo, ottengono un cane che assomiglia esattamente a Scooby Dee, e scambiano i due, rapendo la vera Scooby Dee.
La falsa Scooby Dee segue il piano e imbroglia l'intera banda. Cominciano a passare attraverso una città che prende il nome da Milo Booth, Boothville, e il treno inizia a rallentare all'improvviso. La banda scopre che la macchina in cui si trovano è stata sganciata dal resto del treno e si stanno dirigendo verso Boothville. Scoprono il Fantasma che si dirige verso il cimitero di nuovo alla sua tomba e lo seguono fino al cimitero. Si sono separati e Shaggy, Scooby Doo e Scooby Dum scoprono che la falsa Scooby Dee non è in realtà Scooby Dee, e vanno a dirlo agli altri.
La banda si riunisce e Shaggy spiega, e il Fantasma insieme alla falsa Scooby Dee, blocca la banda all'interno di un mausoleo, lo stesso in cui è sepolto Milo Booth, dove trovano la bara vuota. Riescono a fuggire e si dirigono in città. Si dirigono verso il carnevale, al Milo Booth Film Museum e scoprono una vecchia bobina di film, che mostra Milo Booth, ma Velma nota qualcosa e risolve il mistero. Trovano il Fantasma, la falsa Scooby Dee e la vera Scooby Dee che viene tenuta in ostaggio. Inseguono il Fantasma, salvano Scooby Dee e alla fine lo catturano.
Il fantasma di Milo Booth viene smascherato come Jim Moss e la falsa Scooby Dee era solo il suo cane in costume.
Il piano di Jim era quello di fare soldi con i suoi film di Scooby Dee usando il falso Scooby Dee che lo avrebbe ascoltato. Il suo piano era sempre quello di cambiare Scooby Dee e il falso Scooby Dee si sarebbe comportato come vera Scooby Dee e la presunta spaventata Scooby Dee avrebbe smesso di obbedire a tutti tranne Jim Moss. Ha usato la leggenda del Fantasma in modo che nessuno diventasse sospettoso quando questo fosse successo. Il binario del treno per Boothville doveva far pensare alla banda che Milo Booth fosse effettivamente salito dalla tomba. Ma il fango del treno trovato da Velma non corrispondeva al fango del cimitero, informando la banda che non era venuto dalla tomba. E un altro errore fu la chiave che usavano per entrare nel mausoleo; era nuovo di zecca, qualcuno lo piantò per assicurarsi di poter entrare e vedere la bara vuota. Trasformò la targhetta in una bara vuota, facendo sembrare che Milo Booth fosse risorto dalla morte.
Riportano Scooby Dee a Hollywood, dove partecipano a uno spettacolo di premi. Scooby Dee vince la Golden Rover per la migliore recitazione in un ruolo canino.
- Mostri: Fantasma di Milo Booth/Jim Moss e la Falsa Scooby Dee/Cane di Jim Moss

## Scooby-Doo e il fantasma del Gran Prix
Alle prove a cronometro Grand Prix, mentre uno dei corridori, Carl Conover, sfreccia vicino, il Fantasma del Pilota, un'apparizione spettrale alla guida di un'auto da corsa, appare e fa scomparire Carl e la sua auto da corsa nella nebbia.
Nel frattempo, la gang ha letto del Fantasma del Pilota sul giornale e ha deciso di indagare. Si dirigono verso le piste e parlano con lo sponsor della gara, il signor Osbourne. Osbourne spiega che lo spettro è il fantasma di un pilota che è scappato da una scogliera nella nebbia alcuni anni fa e cerca vendetta su tutti i conducenti di auto da corsa. Dice anche alla banda che non può annullare la gara, altrimenti verrà rovinato. La banda assicura al signor Osborn che risolveranno il mistero in modo che la gara possa continuare.
All'improvviso, un uomo a letto gemendo di terrore inciampa e il signor Osbourne lo riconosce come Carl, l'autista scomparso, apparentemente si è allontanato dal Fantasma in qualche modo, ma Carl non ricorda nulla. La banda va in giro e cerca indizi. Trovano tracce di pneumatici per auto da corsa e deducono che devono provenire dall'auto da corsa Phantom. Seguono le tracce fino a quando non scompaiono vicino a una vecchia discarica. All'interno della discarica, scoprono un aereo a reazione con la macchina a motore, il che è strano considerando che la discarica è specifica per le automobili.
Entrano in una vecchia casa dove incontrano l'abitante, un eccentrico custode anziano, che dice alla banda che il Fantasma ha recentemente perseguitato il museo delle auto antiche e la banda decide di dirigersi lì.
All'arrivo, trovano la porta chiusa a chiave così Shaggy e Scooby si arrampicano attraverso una finestra e aprono la porta. All'interno, si separarono per trovare il Fantasma. Scooby e Shaggy incontrano il Fantasma e vengono inseguiti. Finiscono intrappolati in una vecchia automobile e spinti giù da una ripida collina dal Fantasma. Riescono a fuggire in sicurezza e riunirsi con la banda. Quindi appare il Fantasma e avverte la banda che chiunque entri nella corsa al Grand Prix non sfuggirà alla sua vendetta, e quindi uscirà in fretta in macchina da corsa.
Si affrettano a tornare in pista per fermare il prossimo pilota, ma è troppo tardi. Ken Rogers, un altro corridore, diventa la prossima vittima del Fantasma. La banda quindi decide che l'unico modo per catturare il fantasma è far sì che il Fantasma li insegua. Decidono di mettere Scooby e Shaggy in una macchina da corsa e farli passare sotto copertura come guidatori, quindi guidano lungo la pista per vedere se il Fantasma si presenta.
L'esca funziona e il Fantasma insegue Shaggy e Scooby. Il Fantasma riesce a rapire Shaggy, lasciando la banda senza nulla da fare. Scooby dice al resto della banda che il Fantasma portò Shaggy nella discarica. Vanno in discarica e si separano per cercare Shaggy. Daphne e Fred entrano nella vecchia casa e non trovano più il vecchio. Daphne scopre inavvertitamente una caverna nascosta sotto la casa del guardiano, così come il resto della discarica, e Scooby, Velma, Fred e Daphne lo controllano tutti. Si separarono per cercare Shaggy. Daphne e Velma trovano le auto da corsa mancanti e sembrano che qualcuno abbia provato a ridipingere le auto da corsa. Trovano anche un libro sulla magia e un libro di istruzioni su come ipnotizzare.
Velma e Scooby trovano la Macchina Fantasma e il fantasma Pilota che intrappola Shaggy dietro un muro di mattoni. Velma e Scooby escogitano un piano per liberare Shaggy, ma si ritorcerà contro e il Fantasma li insegue. Velma e Scooby scappano e tornano indietro e liberano Shaggy. L'intera banda si riunisce e il Fantasma si presenta, e insegue la banda nell'auto da corsa fantasma, con la banda che guida due delle macchine da corsa mancanti. Segue un inseguimento, che termina con la cattura del Fantasma.
Il Fantasma si rivela essere Ken Rogers, che ha simulato la sua scomparsa come parte del suo piano per rubare tutte le macchine da corsa, riverniciarle e venderle all'estero. Hanno coperto il piano usando la leggenda del Fantasma. Il primo indizio fu l'aereo nella discarica. Rogers inserì il motore a reazione nella macchina da corsa fantasma, motivo per cui la macchina suonava strana e riuscì a essere più veloce di tutte le altre macchine da corsa. Ha anche truccato la macchina da corsa fantasma per raccogliere le altre macchine da corsa rubate con magneti e li avrebbe trasportati nella caverna sotterranea nella discarica. Quindi ha ipnotizzato i conducenti per farli svenire e dimenticare cosa è successo. E Ken Rogers ha simulato il suo rapimento usando un'immagine proiettata del Fantasma da un proiettore in macchina. Il vecchio guardiano raccapricciante nella discarica era davvero Ken sotto mentite spoglie, cercando di buttare la banda fuori pista.
- Mostro: Fantasma Pilota/Ken Rogers

## Scooby-Doo e la strega di Ozark
In una notte buia e tempestosa, la banda si dirige verso il fiume Ozark per accamparsi e fare rafting il mattino seguente, quando soffiano tutte e quattro le gomme su una strada secondaria deserta in mezzo al bosco. Decidono di trovare un posto dove stare la notte. Individuano una vecchia capanna in piedi nel bosco e bussano alla porta. Un uomo risponde e fa entrare la banda con riluttanza, dove vengono accolti dalla sua famiglia. Si presentano come la famiglia Hatfield, spiegando che soggiornano nella vecchia cabina McCoy per circa un anno.
Dicono alla banda che sono stati perseguitati dal fantasma della Strega McCoy, che ha minacciato di vendicarsi trasformando la famiglia in rane. Apparentemente, la Strega McCoy è stato impiccata per stregoneria 100 anni fa. La strega ha cercato di scacciare gli Hatfields fuori dalla cabina a causa di una faida con la sua famiglia. Quella notte, mentre la banda si addormenta, la Strega McCoy fa un'apparizione e avverte la banda che se non escono dalla cabina, sono condannati e poi scompare in uno sbuffo di fumo.
Dopo aver sentito gridare Ma Hatfield, la banda indaga e scoprono che la strega ha trasformato Pa Hatfield in una rana. Mystery Inc. si mette alla ricerca di indizi. Si separarono e Scooby e Shaggy andarono in città mentre Fred e le ragazze cercavano nei boschi. Scooby e Shaggy, insieme alla rana di Pa Hatfield, cercano aiuto nella vicina città di Spooky Hollow. Trovano un telefono nel grande magazzino ma prima che possano chiedere aiuto, appare il proprietario del negozio, Aggie Wilkins, che li rimprovera. Scooby e Shaggy spiegano e Aggie lascia che usino il telefono, ma è morto. Aggie li avverte di stare alla larga dalla Strega McCoy e racconta loro della sua grotta sulla Spider Mountain. La strega, che si è trasformata in un gatto, appare, spingendo Scooby e Shaggy a fuggire.
Nel frattempo, Fred, Daphne e Velma scoprono uno zombi alla ricerca di qualcosa e lo inseguono mentre cerca di fuggire. Lo perdono e lui svanisce nel bosco. La banda si riunisce e Shaggy e Scooby raccontano alla banda tutto ciò che Aggie ha detto loro della strega. La banda decide di indagare sulla caverna della strega. Si dirigono verso la Montagna Del Ragno e trovano strane impressioni nel terreno. Si separarono e Velma, Shaggy e Scooby trovarono la grotta della strega. All'ingresso, scoprono la tana della strega. Trovano diversi libri sulla stregoneria, incluso un libro degli incantesimi che ha uno strano incantesimo su chiodi, assi e una corda, e suona un po' 'come indicazioni su come fare qualcosa o dove andare. Appare la strega e Velma, Scooby e Shaggy si nascondono. Provano a superare in astuzia la strega, ma fallisce. La strega prende in ostaggio Velma, Scooby e Shaggy decisa a trasformarli in rane e fare di loro uno stufato. Prima che la strega possa riuscirci i ragazzi scappano in uno stagno vicino.
La banda ritorna nella cabina di Hatfield e scopre che la strega ha trasformato tutti gli Hatfield in rane. Inoltre, trovano un cumulo di segatura e quando guardano le strane impressioni nel terreno, Velma capisce che è il codice Morse. Velma deduce il significato dell'incantesimo nel libro e iniziano a guardarsi intorno nella cabina di Hatfield. Usando le indicazioni dell'incantesimo, scoprono l'ultimo pezzo del mistero, qualcosa scolpito su una tavola.
Cambiano la scultura sul tabellone e ingannano sia la strega che lo zombi, poiché hanno sempre seguito la stessa cosa. Riescono a intrappolare sia la strega che lo zombi fingendo di essere i fantasmi degli Hatfield e spaventando la strega nella sua stessa trappola. Lo zombi cerca quindi di scappare, ma catturano anche lui.
Lo zombi si rivela essere Zeke Harkins, un rapinatore di banche che recentemente è uscito di prigione. La strega si rivela essere Aggie Wilkins, l'ex ragazza di Zeke. Zeke aveva seppellito i soldi dalla banca qualche tempo fa. Aggie trovò le indicazioni per intagliare sulla scacchiera nella cabina, che era una mappa che diceva come ottenere i soldi, nel suo vecchio libro degli incantesimi e progettava di prendere i soldi per sé. Ma gli Hatfields si trasferirono e Aggie dovette liberarsene inventando la leggenda delle streghe. Ha usato il suo gatto domestico per fargli pensare che potesse trasformarsi in un gatto. Zeke uscì di prigione quando venne a sapere che Aggie scoprì le indicazioni e tornò nella posizione del denaro per cercare di recuperarlo prima che Aggie potesse.
Il codice Morse nella terra fu fatto dagli Hatfield come un indizio della loro posizione, e la segatura nella cabina insieme al Codice Morse "SM" dimostrò che gli Hatfield erano nascosti nella segheria.
- Mostri: Fantasma della Strega McCoy/Aggie Wilkins e lo Zombie/Zeke Harkins

## Il mostro sul raggio di luna
Il professor Von Klamp parla alla stampa mentre la sua cosiddetta macchina del tempo viene imbarcata sulla stella di Tahitian S.S. Mentre sale, il muratore bussa al lato della nave, attivandolo brevemente, rivelando un mostro all'interno. Quando notano cosa c'è dentro il professore, dice che non è niente.
La banda si reca in crociera nei Mari del Sud dopo aver vinto una vacanza di tre settimane pagata interamente in una gara. Dopo essere saliti a bordo della nave, incontrano il professor Von Klamp, che ha costruito una macchina del tempo per manifestare a un gruppo di ricchi investitori. Alla dimostrazione, Von Klamp presenta la banda come suoi ospiti speciali, così come il suo sostenitore, Simon Grady. Il professore inizia a trasformare la sua macchina del tempo nel passato. Tuttavia, la macchina non funziona correttamente e inizia a procedere per 5.000 anni nel futuro. Dopo una piccola esplosione, un mostro emerge dalla macchina e porta il professore da qualche parte sulla nave. La banda inizia a perquisire la nave e cercare indizi.
Shaggy e Scooby vengono inseguiti dal mostro dopo che la banda si è separata. Nel frattempo, Fred, Velma e Daphne irrompono in una stanza chiusa a chiave, dove scoprono un raggio laser ad alta potenza insieme ad alcuni strani dischi. Dopo essersi incontrati con Shaggy e Scooby, la banda si nasconde dal mostro nelle stanze da crociera, dove trovano il professor Von Klamp legato. Elaborano uno schema per rimandare il mostro nella macchina del tempo. Dopo che la macchina è stata riparata, gli investitori consegnano al professore cinquecentomila dollari. Mentre tenta di trascinare di nuovo il mostro nella macchina, il mostro prende i soldi e li porta con sé. Velma scopre cosa sta succedendo e decide di chiamare suo zio per riparare ancora una volta la macchina del tempo.
Dopo aver ricevuto le indicazioni da suo zio, Velma aggiusta la macchina del tempo e il mostro ricompare. Scappa con i soldi, mentre anche il professore cerca di scappare. La banda segue, e Von Klamp e il mostro hanno i soldi veri. Il mostro che riapparve dopo che Velma riparò la macchina del tempo era in realtà Shaggy, che portava una valigetta falsa. La banda li intrappola e spiega agli investitori cosa stava realmente succedendo. Il professor Von Klamp e Simon Grady hanno progettato una macchina del tempo e un mostro falsi per ingannare gli investitori. I dischi trovati dalla banda erano immagini olografiche del mostro che potevano apparire con l'uso del raggio laser. Il mostro che ha afferrato il professore era in realtà Grady travestito.
- Mostro: Mostro Futuristico/Simon Grady

## Scooby-Doo e l'orribile creatura degli abissi
Mentre la banda festeggia sulla spiaggia, assistono a una strana creatura emergere dal mare. La banda si affretta e si dirige verso una casa vicina su una scogliera per cercare rifugio. È lì che incontrano un capitano che racconta loro il mostro che hanno visto. Secondo la leggenda, una volta la creatura marina era un uomo gettato in mare dai suoi compagni di nave. Il suo spirito vive ancora, alla ricerca di vittime in modo che possa rubare la loro anima. La banda si dirige verso la Mystery Machine per chiamare la polizia, dove scoprono che è stata saccheggiata dal mostro. Seguono i suoi passi fino alla casa, dove scoprono che il capitano Clements ha avuto la sua anima rimossa dal mostro.
Fred, Velma e Daphne tornano in spiaggia alla ricerca di indizi, mentre Shaggy e Scooby rimangono a casa. Il capitano Clements inizia a inseguirli, cercando di rubare le loro anime; provano a rallentarlo dandogli una trasformazione femminile. Shaggy e Scooby si nascondono in una stanza e scoprono che in realtà si tratta di un ascensore, che conduce dalla scogliera alla spiaggia. Il mostro marino inizia a inseguirli, mentre Fred, Velma e Daphne guardano. Daphne nota che la creatura inizia a tornare nell'oceano, verso una luce lampeggiante in lontananza. Fred nota anche una luce lampeggiante che si spegne nella casa del Capitano Clements. La banda ha indossato la sua attrezzatura da sub e decide di seguirlo nell'oceano. Shaggy e Scooby scoprono un sottomarino affondato con una sacca d'aria per nascondersi dal mostro. Il resto della banda segue, ma vengono inseguiti sulla spiaggia dal mostro. Cominciano a dividersi e cercano indizi. L'unico indizio trovato da Fred e Daphne, una vecchia chiave.
La banda decide di seguire la luce lampeggiante, dove scoprono una vecchia nave che galleggia. Vedono il mostro marino trasportato a bordo da una fune e una puleggia. Decidono di controllare la sala da carteggio, dove scoprono che il sottomarino si trova direttamente sotto la barca. Tornano dal sottomarino e scoprono diverse bombole di tintura per capelli, insieme a una foto segnaletica di un criminale. Il capitano Clements e il mostro sembrano inseguirli. La banda si nasconde nella stanza dei siluri, dove Fred escogita uno schema per catturare la creatura e il Capitano Clements. Il piano è un successo, la polizia viene chiamata e i fantasmi vengono rivelati.
Il capitano Clements era la mente dietro l'intero crimine. Aiutava i prigionieri a fuggire dal paese attraverso la nave. I prigionieri si sarebbero travestiti da mostro per spaventare la gente. Il capitano Clements non fu mai posseduto; usò il segnale luminoso per far sapere ai prigionieri quando era pronto a spedirli. Il costume della creatura marina aveva un motore a reazione, che consentiva al capitano di nuotare rapidamente verso il sottomarino.
Lo sceriffo chiede come la banda sia stata così coraggiosa, con Shaggy che risponde che non hanno paura dei grandi mostri. Proprio in quel momento, vengono sorpresi da un piccolo granchio arrabbiato che li insegue attraverso la spiaggia.
- Mostri: Mostro degli Abissi/Rapinatore di banche e lo Zombie del Capitano Clements/Capitano Clements